# Битка код Галипоља (1312)
Битка код Галипоља одиграла се 1312. године између Срба и Турака. Завршена је потпуном побједом Срба које је водио велики војвода Новак Гребострек.
Напредовањем и освајањем градова у Малој Азији Турци долазе до идеје да пређу у европски дио Византије што убрзо и учине под вођством Халил-паше. Не наишавши на отпор византијске војске Турци почињу са пљачком по Тракији, заузимајући мање градове.
Византијски цар Андроник II у недостатку сопствених снага се одлучује да у помоћ позове свог зета српског краља Милутина, који се одазива позиву и шаље му свог најбољег војсковођу Новака Гребострека и 2000 тешко оклопљених коњаника.
Српска коњица је брзо стигла у Тракију и затекла је Турке како опсједају Галипоље, гдје се битка и одиграла.
У силном налету тешко оклопљена српска коњица разбила је турску војску веома брзо, не дозволивши Турцима да побјегну на своје лађе.
Губици турске војске били су катастрофални од преко 2000 војника у животу је остало тек неколико десетина, а и сам турски војсковођа Халил-паша је изгубио живот.
Овим поразом је за неколико деценија одгођена турска инвазија на Балкан, јер, иако је Византија била немоћна и неспремна за рат, постојала је српска држава које је у то вријеме неоспорно била најјача сила са обе стране Мраморног мора и мореуза.

## Занимљивости
Према Чедомиљу Мијатовићу, један од разлога због којих је Новак Гребострек успешно извршио задатак и потукао Турке код Галипоља, лежи у чињеници да је краљ Милутин коњицу своје војске углавном базирао на лаким коњаницима, за разлику од каснијих српских владара који су у борби упошљавали тешку оклопну коњицу, од које су Турци били бржи и покретљивији.